# Gosné
Gosné (bret. Goneg) – miejscowość i gmina we Francji, w regionie Bretania, w departamencie Ille-et-Vilaine.
Według danych na rok 1990 gminę zamieszkiwało 1195 osób, a gęstość zaludnienia wynosiła 66 osób/km² (wśród 1269 gmin Bretanii Gosné plasuje się na 508. miejscu pod względem liczby ludności, natomiast pod względem powierzchni na miejscu 559.).